# Simone Ovide
Simone Ovide, née Simone Faine, épouse Duvalier (née le 13 mars 1914 à Port-au-Prince et morte le 26 décembre 1997 à Saint-Cloud), surnommée « Mama Doc » ou « Maman Simone », fut Première dame d'Haïti de 1957 à 1971, en tant qu'épouse du dictateur et président à vie François Duvalier dit « Papa Doc », puis conseillère auprès de son fils Jean-Claude Duvalier dit « Bébé Doc ».

## Biographie

### Famille
En 1939, Simone Faine épouse le Dr François Duvalier dit « Papa Doc ». 
Ensemble ils auront 4 enfants : 
- Marie-Denise Duvalier,
- Nicole Duvalier,
- Simone Duvalier,
- Jean-Claude Duvalier (président à vie de 1971 à 1986).

### Épouse de dictateur
En septembre 1957, l’armée organisa des élections : Duvalier fut élu président de la République, grâce au soutien des nationalistes. Dès le départ, il imposa une politique répressive en éloignant les officiers peu fiables de l’armée, en interdisant les partis d’opposition, en instaurant l'état de siège et en exigeant du Parlement l’autorisation de gouverner par décrets (31 juillet 1958). Le 8 avril 1961, il prononça la dissolution du Parlement. Après des rumeurs de complot au sein de l'armée, il renforça la répression et, le 1er avril 1964, il se proclama président à vie, s'octroyant ainsi les pleins pouvoirs.

### Mère de dictateur
En avril 1971, après la mort de François Duvalier, c'est son fils, Jean-Claude, âgé de 19 ans, à la mort de son père qui lui succède comme président à vie héréditaire d'Haïti, devenant ainsi le plus jeune chef d'État au monde. Initialement, Jean-Claude Duvalier, dit « Bébé Doc », résiste à l'arrangement dynastique qui l'a fait leader de Haïti, préférant que le pouvoir revienne à sa sœur ainée, Marie-Denise Duvalier, et il est satisfait de laisser le côté administratif de la fonction sous la direction de sa mère, Simone, et un comité mené par Luckner Cambronne, le ministre de l'Intérieur et de la Défense nationale. 

### Exil et décès
Le 27 mai 1980, Jean-Claude se marie avec Michèle Bennett, une jeune métisse de la haute bourgeoisie haïtienne, avec qui il aura deux enfants. Ce mariage est organisé par Simone Duvalier, désireuse que son fils donne naissance à un « héritier ». Très vite, la rivalité entre la mère et la belle-fille se fait connaître. Finalement, Michèle Bennett parvient à écarter sa belle-mère des cercles du pouvoir. 
En 1986, après la chute du régime, Simone est exilée en France, où elle meurt en 1997.